# Одеський дельфінарій «Немо»
46°28′37″ пн. ш. 30°45′55″ сх. д. / 46.477063° пн. ш. 30.765345° сх. д.
Дельфінарій «Немо» — одеський розважально-оздоровчий комплекс, складається з готелю, ресторанів, пляжу, океанаріуму, центру дельфінотерапії, дельфінарію «Немо». Знаходиться в районі пляжу «Ланжерон».

## Історія
Входить до міжнародного товариства дельфінаріїв України, Росії, Білорусі, Молдови, Казахстану і Таїланду. Відкритий 1 червня 2005 року.
У дельфінарії проводяться вистави за участі чорноморських дельфінів, білух і морських котиків.

## Знущання над тваринами

### 2021
18 травня гуманістичний рух UAnimals опублікував допис із відео, де співробітник дельфінарію випустив на вулицю морського котика, де того торкалися і гладили люди, тим завдаючи істоті стрес. UAnimals закликав не спонсорувати жорстокість і не відвідувати дельфінарії, які завдають шкоду дельфінам.
6 червня дельфін тричі вкусив дитину під час контактної програми. Керівництво звинуватило батьків у недогляді за дитиною. Згодом власник дельфінарію вибачився, додавши, що дельфін орієнтований на годування, коли бере рибу у тренера.

### 2023
У квітні стало відомо, що дельфінарій здавав у оренду тварин жителям готелю для фото та відеосесій. Зокрема, 17 квітня було опубліковано фото та відео дівчини в люксовому номері готелю Nemo Hotel Resort & SPA, що позувала з двома морськими котиками.

## Офіційний сайт
- Офіційний сайт